# Schwere Pikenierrüstung
Die Schwere Pikenierrüstung (englisch pikemen's armour) ist ein englischer Rüstungstyp für Pikeniere aus der ersten Hälfte des 17. Jahrhunderts.

## Beschreibung
Eine Schwere Pikenierrüstung besteht aus Stahl. Sie wurde vor allem in den Jahren des Englischen Bürgerkrieges (1642 bis 1651) benutzt, jedoch bereits die Truppen der Königin Elisabeth I. bestanden hauptsächlich aus Pikenieren und Arkebusieren. Zu dieser Zeit wurde der traditionelle Langbogen der Engländer durch die Pike ersetzt, da der Langbogen sich nicht mehr gegen die steigende Qualität der Rüstungen durchsetzen konnte. Die Rüstungen der Pikeniere wurden besonders stabil gearbeitet und boten zu ihrer Zeit einen ausgezeichneten Schutz gegen die frühen Arkebusengeschosse. Der Brustpanzer ist aus einem Stück getrieben und im senkrechten Brustmittelbereich verstärkt gearbeitet. Am Brustpanzer sind Beinschützer (engl. tassets) beweglich befestigt, die zum Schutz der Oberschenkel dienen. Der Helm (engl. english pot helmet), der zu dieser Rüstung gehört, ist sehr schwer  gearbeitet und mit einem hochklappbaren Visier ausgestattet, das aus starken Metallstäben besteht. Der Nacken des Trägers wird durch beweglich miteinander verbundene, übereinander liegende (geschobene) Platten geschützt. Am unteren Helmrand und dem Visier sind Halterungen angebracht, die auf den Schultern des Brustpanzers aufliegen und dazu dienen, das Gewicht des Helmes zu mindern. Oft wird zu diesen Rüstungen noch eine metallene Halskrause (engl. gorget) getragen. Der Rückenschutz besteht aus zwei Platten, die an den Beinschützern und am Rückenpanzer mit Lederriemen befestigt sind.
Diese schwere Panzerung liegt in der Kampfweise der Pikeniere begründet. Die Pikeniere bildeten zusammen mit Arkebusieren Kampfaufstellungen (engl. shot and pike) wie die Phalanx und den Igel. Durch diese Kampfweise waren die Truppen verhältnismäßig unbeweglich und mussten deshalb gegen Beschuss und Schwerthiebe geschützt werden. 
Die meisten Rüstungen dieser Art sind einfach gearbeitet, da die Mehrzahl der Pikeniere aus der Bauern- und Arbeiterschaft stammte. Die unter Elisabeth I. benutzen Pikenierrüstungen waren anders gestaltet und auch noch nicht so stabil gearbeitet. Diese Schwere Pikenierrüstung ist der letzte Rüstungstyp, der in der englischen Geschichte benutzt wurde. Durch die schnell steigende Qualität und Durchschlagskraft der Feuerwaffen verloren die Rüstungen an Bedeutung.